# Institut de langue arabe et de civilisation islamique
 (septembre 2021).
L'institut de langue arabe et de civilisation islamique (Ilaci) est une institution de formation publique de l'Université d'Abomey-Calavi destinée à former les étudiants à la langue et à la culture islamique,,.

## Historique
L'Ilaci est une institution de l'Université d'Abomey-Calavi financée par la Libye,.